# Mała Bielska Kopa
Mała Bielska Kopa lub Mała Bielska Kopka (słow. Kopský hrb, niem. Kopper Riegel, węg. Kopa-kúp) – trawiaste wzniesienie w słowackiej części Tatr Wysokich, będące ostatnim na północny wschód ze szczytów w grani głównej Tatr Wysokich. Znajduje się na wysokości 1773 m, pomiędzy dwoma siodłami Przełęczy pod Kopą: na południowym zachodzie Pośrednia Przełęcz pod Kopą oddziela Małą Bielską Kopę od dolnej części Koperszadzkiej Grani, w której najbliższym szczytem jest Koperszadzki Zwornik – niższy wierzchołek Koperszadzkiej Czuby, natomiast na północy za Niżnią Przełęczą pod Kopą położony jest masyw Szalonego Wierchu w Tatrach Bielskich z najbliższą Szaloną Kazalnicą.
Około 100 m na południe od Pośredniej Przełęczy pod Kopą odgałęzia się od grani głównej na wschód boczny grzbiet, w którym położone są Wyżnia Przełęcz pod Kopą i Bielska Kopa. Pomiędzy Wyżnią, Pośrednią i Niżnią Przełęczą pod Kopą rozciąga się trawiasta ubocz nazywana Koperszadzką Płaśnią (Kopská pláň). Stoki zachodnie opadają z Małej Bielskiej Kopy do Doliny Zadnich Koperszadów, wschodnie opadają w stronę Doliny Przednich Koperszadów. Na zachód od Małej Bielskiej Kopy odchodzi trawiasta grzęda.
Na wierzchołek nie prowadzą żadne szlaki turystyczne. Najdogodniej wejść na szczyt można granią z Niżniej lub Pośredniej Przełęczy pod Kopą.

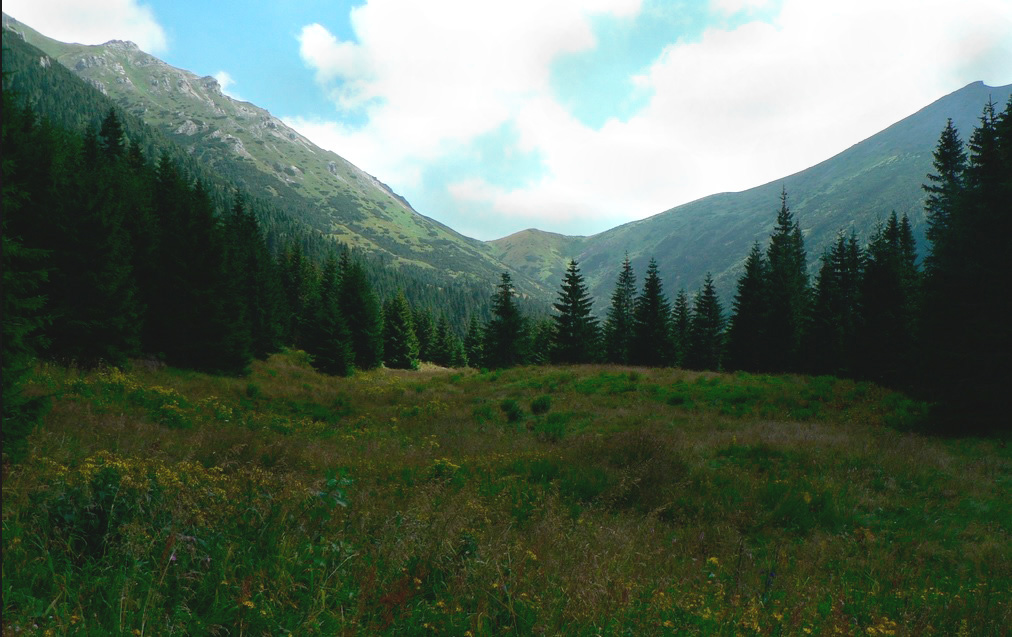
Mała Bielska Kopa pomiędzy Niżnią i Pośrednią Przełęczą pod Kopą
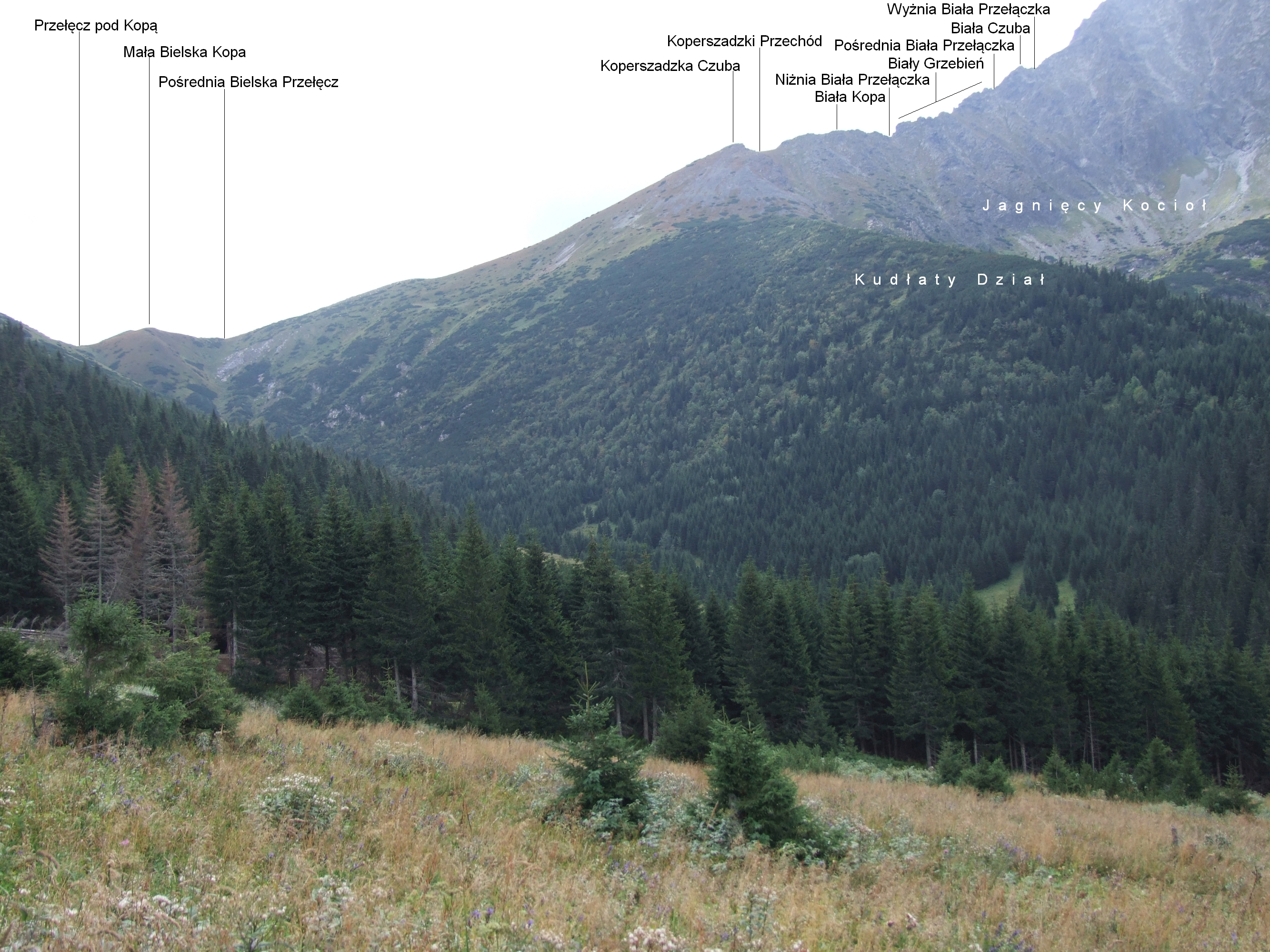
Widok z Zadnich Koperszadów
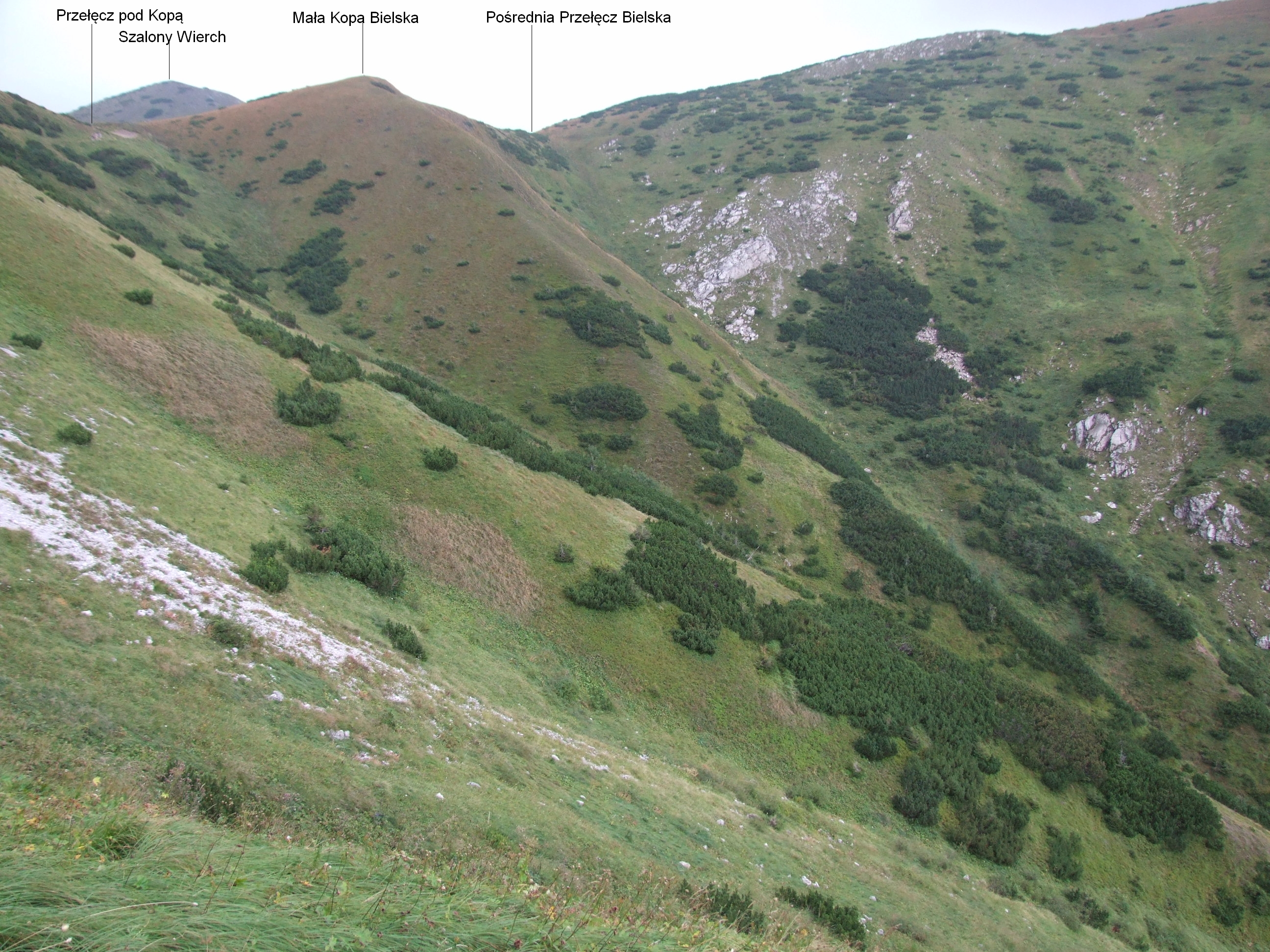
Widok z Zadnich Koperszadów
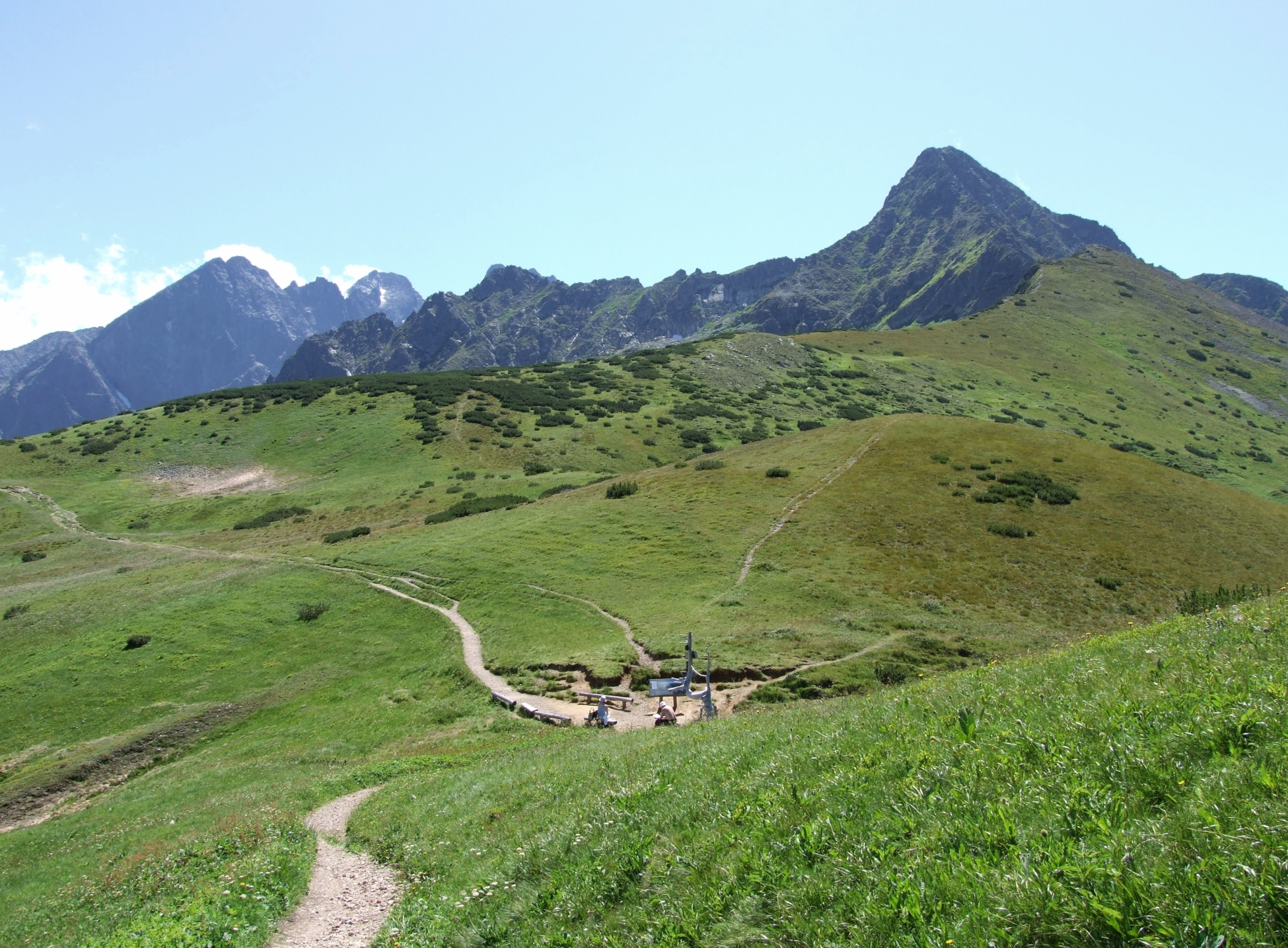
Mała Bielska Kopa powyżej siodła przełęczy